# Grønne Linje (Israel)
Den Grønne Linje er en betegnelse for våbenstilstandslinjerne fra 1949 som blev etableret mellem Israel og dets nabolande (Egypten, Jordan, Libanon og Syrien) efter Den arabisk-israelske krig i 1948. Den Grønne Linje skiller ikke bare Israel fra disse lande, men også fra territorier som Israel senere skulle besætte i Seksdageskrigen i 1967, herunder Østjerusalem, Vestbredden, Gazastriben, Golanhøjderne og Sinai-halvøen (sidstnævnte er siden blevet returneret til Egypten). Navnet kommer af at man anvendte en grøn blyant for at tegne linjer på kortet under samtalerne.
Da israelerne og araberne forhandlede om våbenstilstandslinjen insisterede de arabiske forhandlere på at linjen på ingen måde skulle være udtryk for en grænse, men at våbenstilstandslinjen var midlertidig.